# Abricots
Abricots (em crioulo haitiano:  Abriko), é uma comuna do Haiti, situada no departamento de Grande Enseada e no arrondissement de Jérémie.